# Petite Brachyptère
Brachypteryx leucophris
Espèce
Synonymes
- Brachypteryx leucophrys

Statut de conservation UICN

 LC  : Préoccupation mineure
La Petite Brachyptère (Brachypteryx leucophris) est une espèce de passereaux appartenant à la famille des Muscicapidae.

## Répartition
Cet oiseau peuple le Bangladesh, le Bhoutan, la Birmanie, le Cambodge, la Chine, l'Inde, l'Indonésie, le Laos, la Malaisie, le Népal, la Thaïlande et le Vietnam.

## Habitat
Son habitat est les forêts humides tropicales et subtropicales de montagne.

## Systématique
Les travaux phylogéniques de Sangster et al. (2010) et Zuccon & Ericson (2010) montrent que le placement de cette espèce dans la famille des Turdidae est erroné, et qu'elle appartient en fait à la famille des Muscicapidae.

### Sous-espèces
Selon la classification de référence (version 14.2, 2024) du Congrès ornithologique international (ordre phylogénique) elle se répartit en cinq sous-espèces :
- Brachypteryx leucophris nipalensis Moore, 1854 — de l'Himalaya au centre-sud de la Chine ;
- Brachypteryx leucophris carolinae La Touche, 1898 — sud de la Chine et nord de l'Indochine ;
- Brachypteryx leucophris langbianensis Delacour & Greenway, 1939 — plateau de Đà Lạt ;
- Brachypteryx leucophris wrayi Ogilvie-Grant, 1906 — péninsule Malaise ;
- Brachypteryx leucophris leucophris (Temminck, 1828) — monts de Sumatra, Java et petites îles de la Sonde.